# Principados eclesiásticos del Sacro Imperio Romano Germánico

Adornos exteriores para el escudo de armas (capa) de un príncipe-arzobispo

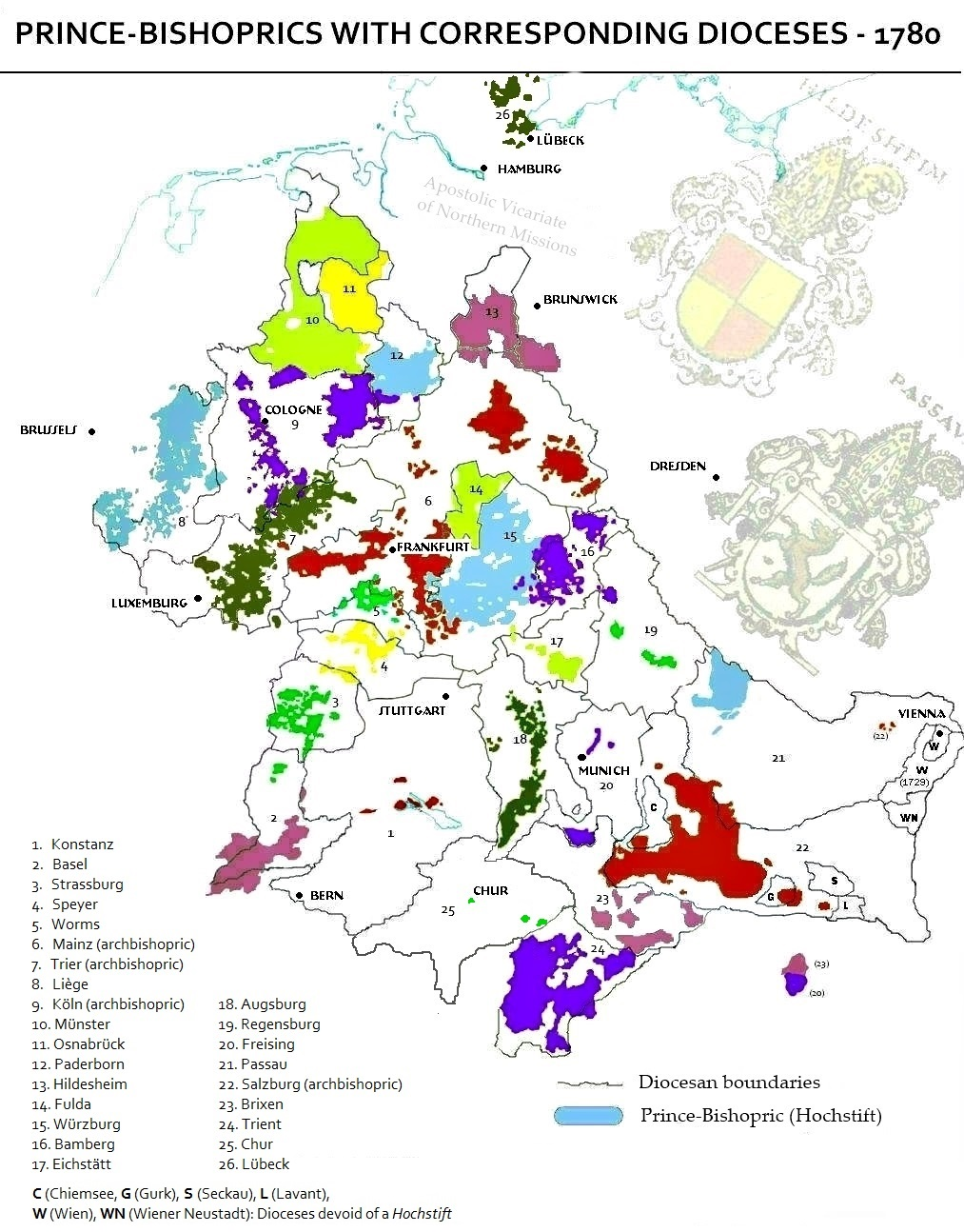
Tierras eclesiásticas en el Sacro Imperio Romano Germánico, 1780

Un principado eclesiástico era un estado imperial (en alemán: Reichsstand) del Sacro Imperio Romano Germánico a cuyo frente se hallaba un príncipe imperial (Reichsfürst) que combinaba su poder temporal sobre el territorio del estado con su función religiosa de dignatario de la Iglesia católica, o posteriormente también de la Iglesia protestante. Debe distinguirse ambas funciones, además de que el territorio del estado principesco no se correspondía íntegramente con el de la diócesis sobre la que ejercía la autoridad religiosa. Hasta que la Reforma protestante alteró la situación en muchos estados, la investidura religiosa era necesaria para obtener el ejercicio del poder temporal sobre el principado. Los principados eclesiásticos existieron hasta la disolución del Sacro Imperio Romano Germánico el 6 de agosto de 1806 con la abdicación de la corona imperial por el emperador Francisco II.

## Estados imperiales
Un estado imperial era una entidad territorial y política con escaño y voto (Sitz und Stimme) en la Dieta Imperial (Reichstag). Los gobernantes de un estado imperial no tenían otra autoridad por encima de ellos que la del propio emperador y, además, poseían importantes derechos y privilegios, incluido un alto grado de autonomía en el gobierno de sus territorios y de sus asuntos particulares. El estatus de estado imperial normalmente se adjuntaba a un territorio particular dentro del Imperio, pero había algunas personas con estatus de estado imperial (reichsständische Personalisten), aunque teóricamente los estados personalistas fueron prohibidos después de 1653, a menudo se hicieron excepciones. Originalmente solo el emperador podía otorgar el estatus de estado imperial, pero en 1653 se introdujeron varias restricciones a su poder y la creación de un nuevo estado requirió el consentimiento del Colegio de Electores y del Colegio de Príncipes del Reichstag (si el nuevo estado imperial tuviera además la calidad de electorado, se requeriría además el acuerdo del Colegio de las Ciudades). Se requirió que el gobernante aceptara los impuestos imperiales y las obligaciones militares. Además, se requería que el territorio obtuviera la admisión en uno de los círculos imperiales. Una vez que un territorio alcanzaba el estatus de estado, solo podía perderlo en muy pocas circunstancias, por ejemplo si el territorio era cedido a una potencia extranjera. Hacia el final de su existencia el Sacro Imperio Romano Germánico estaba compuesto por unos 360 estados casi independientes, muy diferentes entre sí en tamaño, rango, influencia y poder.
Los estados imperiales podían ser eclesiásticos o seculares. Los estados eclesiásticos fueron gobernados por:
- príncipes-electores (Kurfürsten), que eran arzobispos;
- príncipes-arzobispos (Fürsterzbischöfe);
- príncipes-obispos (Fürstbischöfe)
- príncipes-abades y príncipes-prebostes (Reichsprälat);
- grandes maestres de órdenes militares (Hochmeisters).

El término alemán hochstift se usaba a menudo para denotar la forma de autoridad secular que tenían los obispos que gobernaban un obispado principesco, con la palabra erzstift utilizada para los arzobispados principescos.

## Antecedentes
Con el declive del poder imperial romano en Occidente a partir del siglo IV ante las invasiones bárbaras, a veces los obispos cristianos de las ciudades ocuparon el lugar del comandante romano, tomaron decisiones seculares para la ciudad y dirigieron sus propias tropas cuando fue necesario. Los obispos habían estado involucrados en el gobierno del reino franco y del subsiguiente Imperio carolingio, con frecuencia como miembros clericales de un dúo de inspectores llamados missi dominici, pero ese era un mandato individual, no adjunto a la sede. 
La fusión de las funciones espirituales y temporales de los obispos del Sacro Imperio Romano Germánico se remonta a la política de los reyes alemanes durante la Alta Edad Media, que dependían de los obispos nombrados por ellos para limitar la influencia de las más poderosas familias nobles. Los emperadores los utilizaron como agentes de la corona imperial, ya que los consideraron más confiables que los duques. Muchos de ellos fueron investidos con obsequios de derechos (sobornos). Los ducados raíz del Reino de Germania dentro del Imperio tenían duques fuertes y poderosos (originalmente gobernantes de guerra), que siempre buscaban más el "interés nacional" de su ducado que el del Imperio. A su vez, el primer rey otoniano Enrique I de Sajonia, y más aún su hijo, el emperador Otón I, pretendíeron debilitar el poder de los duques concediendo a los obispos leales tierras imperiales y otorgándoles privilegios de iura regalia. A diferencia de los duques, los obispos no podían transmitir títulos y tierras hereditarias a ningún descendiente. En cambio, los emperadores se reservaron la implementación de los obispos de su iglesia propia para sí mismos, desafiando el hecho de que de acuerdo con el derecho canónico eran parte de la Iglesia católica transnacional. Esto se encontró con una creciente oposición de los papas, que culminó en la feroz Querella de las investiduras de 1076. Como consecuencia, el control del emperador sobre la selección y el gobierno de los obispos disminuyó considerablemente. Los obispos pasaron a ser elegidos por capítulos catedralicios independientes en lugar de serlos por el emperador o el papa. Sin embargo, los emperadores continuaron otorgando territorios a los arzobispos y obispos más importantes. Los obispos impusieron su poder en los territorios de su competencia, por lo que el territorio inmediato adjunto a la sede episcopal se convirtió entonces en un diócesis principesca (Fürstbistum).
Desde el siglo XVI hasta principios del XIX, los cargos de príncipes eclesiásticos fueron ocupados casi exclusivamente de miembros de la nobleza, como hijos de príncipes y caballeros imperiales. Por esta razón, hasta 1803 la Iglesia católica en el Imperio fue esencialmente una Iglesia aristocrática en los puestos de liderazgo. Hasta el siglo XVII, sin embargo, existió alguna forma de movilidad social, cuando algunos miembros de la nobleza menor e incluso algunos miembros de familias plebeyas, con el nombramiento como obispo, lograron alcanzar el rango de príncipe imperial a través de un obispado. Las relaciones entre un príncipe eclesiástico y los burgueses invariablemente no fueron cordiales. Como las ciudades exigían cartas de los emperadores, reyes de sus príncipes-obispos y se declaraban independientes de los magnates territoriales seculares, la fricción se intensificó entre burgueses y obispos. 

## Principados eclesiásticos
La Bula de Oro de 1356 emitida por el emperador Carlos IV confirmó el estatus privilegiado de los tres príncipes-arzobispos más poderosos estableciendo que formaran parte del colegio de electores del emperador (junto con cuatro príncipes laicos): eran los príncipes-arzobispos de Maguncia, Colonia y de Tréveris. 

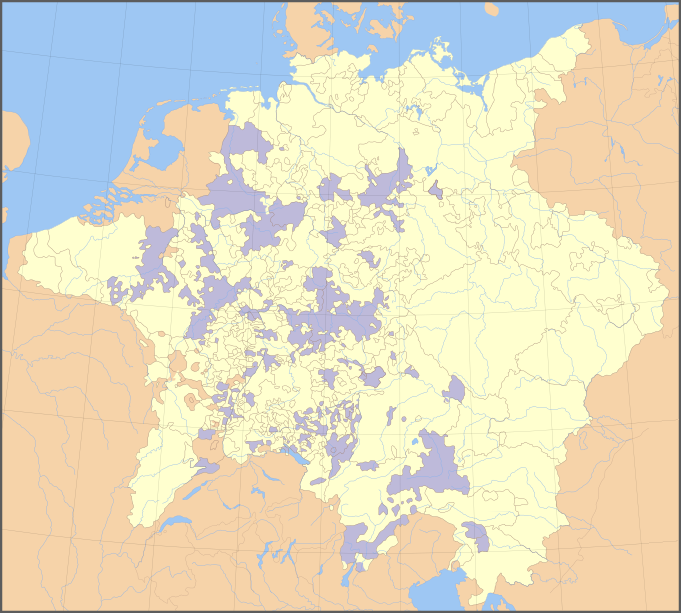
Territorios eclesiásticos del Sacro Imperio Romano Germánico en 1648

En vísperas de la Reforma protestante, en 1521 el Sacro Imperio Romano Germánico tenía 53 principados eclesiásticos católicos, la Reforma y la consiguiente secularización redujeron ese número a 23 en 1648, con un ligero aumento a 26 durante el siglo XVII. Al tener que hacer frente al expansionismo territorial de los cada vez más poderosos príncipes laicos, la posición de los príncipes-obispos se hizo más precaria con el tiempo. Durante las guerras de religión muchos principados eclesiásticos fueron secularizados y anexados por los reyes laicos protestantes (Bremen, Magdeburgo, Halberstadt, Ratzeburg, etc.) que mantuvieron su escaño y voto en el Colegio de Príncipes del Reichstag. Sin embargo, como ocurría con los príncipes seculares, no todos los príncipes obispos tenían plena soberanía sobre sus tierras o voto en la Dieta del Imperio (por ejemplo: Viena, Praga, Olomouc, Malinas, Breslavia, Seckau, Gurk, Sion, Lavant, etc.).
En el siglo XVI y principios del XVII existían numerosos principados episcopales protestantes junto a los principados episcopales católicos, el más importante de los cuales era el de Magdeburgo. Casi sin excepción, estos territorios eclesiásticos protestantes fueron gobernados por príncipes pertenecientes a poderosas dinastías vecinas y, con la Paz de Westfalia de 1648, fueron confirmados como principados seculares, en beneficio de los principales estados protestantes, como Prusia. A partir de ese momento los gobernantes de los estados imperiales podían elegir sus propias religiones oficiales. El único obispado protestante que sobrevivió fue el de Lübeck, y el caso muy especial del obispado de Osnabrück, que fue gobernado alternativamente por obispos católicos y protestantes. Todos los demás obispados que existieron entre 1648 y 1802/1803 eran exclusivamente católicos. 
El Tratado de Lunéville en 1801 confirmó para Francia la posesión de la margen izquierda del río Rin, por lo que en compensación, los estados imperiales recibieron los territorios de los principados eclesiásticos secularizados por la mediatización y secularización. Su rápido final estuvo determinado por varios factores, entre los que se encuentran, en primer lugar, la pérdida de legitimidad de la autoridad temporal de la Iglesia en la época del racionalismo y la ilustración, la influencia de la Francia revolucionaria a partir de 1792, en donde los bienes eclesiásticos se habían secularizado y vendido, y la voluntad anexionista de los estados vecinos. Casi todos los principados eclesiásticos se secularizaron en 1802, y la Reichsdeputationshauptschluss redactada el 25 de febrero de 1803 dio la sanción oficial a la secularización bajo la ley imperial. Los príncipes obispos en funciones en el momento de la secularización conservaron el rango de príncipes imperiales de por vida.
El único príncipe-obispo que continuó gobernando un principado fue el príncipe-arzobispo de Maguncia y archicanciller alemán Karl Theodor von Dalberg, quien fue compensado recibiendo los recién creados principados de Aschaffenburg y Ratisbona y el Condado de Wetzlar. Con la disolución del Sacro Imperio Romano Germánico en 1806, el título finalmente desapareció, aunque en algunas diócesis el nombre sobrevivió hasta después de la Primera Guerra Mundial. Dalberg continuó como primado de la Confederación del Rin, pero también en 1810 se secularizó y se transformó en el Gran Ducado de Fráncfort, que Dalberg gobernó hasta 1813. En algunos países fuera del control francés, como en el Imperio austríaco hasta 1918 (Salzburgo, Seckau y Olomouc) y el Reino de Prusia (Breslavia), la institución continuó nominalmente y, en algunos casos, revivió. Los arzobispos de Salzburgo no renunciaron al título de príncipe hasta 1951.
El uso de los títulos príncipe-obispo y príncipe-arzobispo, así como el uso de las dignidades seculares asociadas con ellos (como el sombrero y la capa) también fueron abolidos formalmente en 1951 por el papa Pío XII.

### Lista de principados eclesiásticos del Sacro Imperio Romano Germánico
| Escudo de armas | Nombre                        | Rango                       | Nombre/s local/es                                                             | Colegio imperial | Mapa | Nación actual              | Nota |
| --------------- | ----------------------------- | --------------------------- | ----------------------------------------------------------------------------- | --- | ---- | -------------------------- | --- |
|                 | Colonia                       | Electorado archiepiscopal   | Erzstift Köln, Kurköln                                                        | Círculo electoral del Rin |      | Alemania                   | Príncipe elector y archicanciller de Italia. Tenía el 3° voto en la Dieta imperial. Secularizado con la Reichsdeputationshauptschluss de 1803. |
|                 | Maguncia                      | Electorado archiepiscopal   | Erzbistum Mainz, Kurmainz                                                     | Círculo electoral del Rin |      | Alemania                   | Príncipe elector y archicanciller de Germania. Era presidente y decano de la Dieta y tenía el 1º puesto en la precedencia sobre los otros príncipes, pero era el último en votar en la Dieta. Secularizado con la Reichsdeputationshauptschluss de 1803. |
|                 | Tréveris                      | Electorado archiepiscopal   | Erzbistum Trier, Kurtrier Archevêque Trèves                                   | Círculo electoral del Rin |      | Alemania                   | Príncipe elector y archicanciller de Borgoña (Galia y Arlés). Tenía el 2º puesto en la precedencia, pero tenía el privilegio de ser el primero en votar en la Dieta. Secularizado con la Reichsdeputationshauptschluss de 1803. |
|                 | Aquilea (o Patria del Friuli) | Patriarcado                 | Patriarchae Aquileiensis Patrìa del Friuli                                    | Ninguno |      | Italia                     | Incorporado en la República de Venecia en 1420 |
|                 | Augsburgo                     | Obispado                    | Hochstift Augsburg                                                            | Círculo de Suabia |      | Alemania                   | Tenía el 25º voto en la Dieta y con la Reforma protestante el obispo se vio obligado a residir en Dilinga. Secularizado con la Reichsdeputationshauptschluss de 1803. |
|                 | Bamberg                       | Obispado                    | Hochstift Bamberg                                                             | Franconia |      | Alemania                   | Tenía el 11º voto en la Dieta. Secularizado e incorporado al Electorado de Baviera en 1802. |
|                 | Basilea                       | Obispado                    | Principauté de Bâle Fürstbistum Basel                                         | Alta Renania |      | Francia · Alemania · Suiza | Una parte del obispado es ahora parte de Suiza: Schliengen e Istein están ambos en Alemania; una parte de Saint-Ursanne está hoy en Francia. Tenía el 41° voto y con la Reforma protestante el obispo debió residir en Porrentruy (Pruntrut). Secularizado con la Reichsdeputationshauptschluss de 1803. |
|                 | Besanzón                      | Arzobispado                 | Archévêqué de Besançon Erzstift Besantz                                       | Ninguno |      | Francia                    | El arzobispo fue hasta 1290 gobernador de Besanzón, reconocida como ciudad imperial libre desde 1184. Pasó a Francia con los Tratados de Nimega de 1678 y el arzobispo continuó como príncipe imperial sin territorio soberano hasta la secularización con la Reichsdeputationshauptschluss de 1803. |
|                 | Brandeburgo                   | Obispado                    | Hochstift Brandenburg                                                         | Alta Sajonia |      | Alemania                   | Continuó con los administradores luteranos desde la Reforma de 1520 y fue definitivamente secularizado por el Margraviato de Brandeburgo en 1571 |
|                 | Bremen                        | Arzobispado                 | Erzstift Bremen                                                               | Baja Sajonia |      | Alemania                   | Continuó con los administradores luteranos desde la Reforma de 1520 hasta 1645/1648 cuando se convirtió en principado secular y fue cedido a Suecia en 1719, que a su vez lo cedió al elector de Hannover. Tenía como principado secular el 12º voto en la Dieta. |
|                 | Brescia                       | Obispado                    | Principato vescovile di Brescia                                               | Ninguno |      | Italia                     | Conservaba solo el título nominal sin ninguna soberanía efectiva. |
|                 | Breslavia                     | Obispado                    | Fürstbistum Breslau Biskupskie księstwo wrocławskie                           | Ninguno |      | Polonia                    | En 1344 el obispo Przecław de Breslavia adquirió la fracción de Grodków al duque de Silesia, Boleslavo III el Generoso y la agregó al Ducado de Nysa, de competencia episcopal, convirtiéndose así en príncipe de Nysa y duque de Grodków como vasallo de la corona de Bohemia. |
|                 | Brixen                        | Obispado                    | Hochstift Brixen/Principato vescovile di Bressanone                           | Austria |      | Italia                     | Tenía el 39.º voto en la Dieta. Puesto bajo la fuerte tutela de los Habsburgo fue secularizado en el Condado del Tirol en 1803. |
|                 | Cambrai                       | Obispado, luego arzobispado | Principauté de Cambrai Hochstift Kammerich                                    | Baja Renania-Westfalia |      | Francia                    | Anexado a los Países Bajos de los Habsburgo en 1543. A Francia desde 1678 con la Paz de Nimega. |
|                 | Cammin                        | Obispado                    | Bistum Kammin Biskupskie księstwo kamienskie                                  | Alta Sajonia |      | Polonia                    | Perdió su estatus de Reichsfreiheit a favor del Ducado de Pomerania en 1544, secularizado en 1650 y pasado a Brandeburgo |
|                 | Chur                          | Obispado                    | Bistum Chur (Coira)                                                           | Austria |      | Suiza                      | Antiquísima diócesis, su príncipe-obispo obtuvo el 51.er voto en la Dieta solo en 1720. Estaba privado de un efectivo territorio soberano. |
|                 | Constanza                     | Obispado                    | Hochstift Konstanz                                                            | Suabia |      | Austria · Alemania · Suiza | Con la Reforma protestante su obispo debió trasladarse a Meersburg; tenía el 23º voto en la Dieta. |
|                 | Eichstätt                     | Obispado                    | Hochstift Eichstätt                                                           | Franconia |      | Alemania                   | Tenía el 17º voto en la Dieta. |
|                 | Frisinga                      | Obispado                    | Hochstift Freising                                                            | Baviera |      | Austria · Alemania         | Como príncipe de Frisinga tenía el 31.er voto en la Dieta. |
|                 | Fulda                         | Abadía, luego obispado      | Reichskloster Fulda, Reichsbistum Fulda                                       | Alta Renania |      | Alemania                   | Primera abadía imperial, su abad-preboste tenía el privilegio de ser el archicanciller de la emperatriz hasta el 5 de octubre de 1752, fecha en la que fue elevada a obispado. Como primer principado abacial tenía el 53.er voto en la Dieta. Secularizado en 1803. |
|                 | Ginebra                       | Obispado                    | Évêché de Genève Fürstbistum Genf                                             | Alta Renania |      | Francia · Suiza            | De jure Reichsfrei desde 1154, de facto controlado primero por los condes de Ginebra y luego por los Savoya. Ginebra entró en la Antigua Confederación Suiza en 1526. |
|                 | Gurk                          | Obispado                    | Diözese Gurk                                                                  | Ninguno |      | Austria                    | Parte del Ducado de Carintia, los obispos pretendían el título de Fürstbischof, pero nunca lo obtuvieron de jure, incluso si su territorio era una Inmediación imperial. La sede estaba en Freisach. El principado eclesiástico fue secularizado en 1764 y anexado a las tierras austríacas. |
|                 | Halberstadt                   | Obispado                    | Bistum Halberstadt                                                            | Baja Sajonia |      | Alemania                   | Secularizado con la Reforma protestante fue cedido a Brandeburgo. |
|                 | Havelberg                     | Obispado                    | Bistum Havelberg                                                              | Baja Sajonia |      | Alemania                   | Continuó con los administradores luteranos después de la Reforma de 1548 a 1598 y cedido a Brandeburgo en 1598. |
|                 | Hildesheim                    | Obispado                    | Hochstift Hildesheim                                                          | Baja Sajonia |      | Alemania                   | Con la Reforma protestante una parte de la ciudad fue cedida al duque de Brunswick. Tenía el 27º puesto en la Dieta. |
|                 | Lavant                        | Obispado                    | Diözese Lavant Škofija Lavant                                                 | Ninguno |      | Austria · Eslovenia        | Parte de la Carintia y de la Estiria, obispado desde 1446 y conocido también como S. Andrae, sus obispos pretendieron el título de Fürstbischof, pero nunca lo obtuvieron a pesar de que el territorio era un Reichsfrei. Fue secularizado en 1782. |
|                 | Lebus                         | Obispado                    | Fürstbistum Lebus Diecezja lubuska                                            | Ninguno |      | Alemania · Polonia         | Con sede en Fürstenwalde desde 1385; Reichsfreiheit disputado por el Margraviato de Brandeburgo, continuó con los administradores protestantes desde 1555 hasta su secularización en 1598. |
|                 | Lieja                         | Obispado                    | Prinsbisdom Luik Principauté de Liège Fürstbistum Lüttich Principåté d' Lidje | Baja Renania-Westfalia |      | Bélgica · Países Bajos     | Tenía el 43.er voto en la Dieta. Fue anexado por la Francia revolucionaria en 1795 y suprimido en el ámbito del Concordato de 1801. |
|                 | Lausana                       | Obispado                    | Prince-Évêché de Lausanne Bistum Lausanne                                     | Ninguno |      | Suiza                      | Conquistado por el cantón suizo de Berna en 1536, Su obispo mantuvo solo el título nominal de príncipe. |
|                 | Lübeck                        | Obispado                    | Hochstift Lübeck                                                              | Baja Sajonia |      | Alemania                   | Tenía sede en Eutin desde circa 1270; reformado en 1535, continuó bajo administradores luteranos hasta 1586 y luego desde 1694 hasta la secularización en 1803 perteneció a la línea ducal cadete de Holstein Gottorp. Fue el único principado episcopal protestante con derecho de voto en la Dieta (49.º voto). |
|                 | Magdeburgo                    | Arzobispado                 | Erzstift Magdeburg                                                            | Baja Sajonia |      | Alemania                   | Continuó bajo administradores luteranos desde 1566 a 1631 y nuevamente desde 1638 a 1680, cuando como resultado de la Paz de Westfalia el territorio pasó a ser propiedad del Electorado de Brandeburgo y fue secularizado bajo el nombre de Ducado de Magdeburgo. |
|                 | Merseburgo                    | Obispado                    | Bistum Merseburg                                                              | Ninguno |      | Alemania                   | Secularizado con la Reforma protestante devino principado secular de Sajonia que luego se convirtió en un ducado para una rama cadete Sajonia-Mersenburg. |
|                 | Metz                          | Obispado                    | Evêché de Metz Hochstift Metz                                                 | Alta Renania |      | Francia                    | Uno de los Tres Obispados cedidos a Francia desde 1552 sobre la base del Tratado de Chambord. |
|                 | Minden                        | Obispado                    | Hochstift Minden                                                              | Baja Renania-Westfalia |      | Alemania                   | Secularizado fue cedido a Brandeburgo en 1648. |
|                 | Münster                       | Obispado                    | Hochstift Münster                                                             | Baja Renania-Westfalia |      | Alemania                   | Tenía el 47.º voto en la Dieta. |
|                 | Naumburgo-Zeitz               | Obispado                    | Bistum Naumburg-Zeitz                                                         | Secularizado con la Reforma protestante, se convirtió en un principado de Sajonia, luego elevado a ducado para una rama cadete (Sajonia-Naumburg). |      | Alemania                   | Bajo tutela del Margraviato de Meissen desde 1259, administrado por el Elector de Sajonia desde 1564. |
|                 | Olomouc                       | Obispado                    | Biskupství olomoucké Bistum Olmütz                                            | Ninguno |      | República Checa            | El obispado (más tarde arquidiócesis metropolitana) de Olomouc, en cuanto territorio vasallo de la Corona de Bohemia, cayó dentro de los pares del Margraviato de Moravia y desde 1365 su príncipe-obispo devino Conde de la Capilla de Bohemia y primer capellán de la corte con derecho de acompañar al monarca durante sus frecuentes viajes. No poseía territorio soberano. |
|                 | Osnabrück                     | Obispado                    | Hochstift Osnabrück                                                           | Baja Renania-Westfalia |      | Alemania                   | Se alternaron en su gobierno obispos católicos y protestantes durante la Guerra de los Treinta Años, luego confirmados en 1648; secularizado en 1803 tenía el 45.º voto en la Dieta. |
|                 | Paderborn                     | Obispado                    | Fürstbistum Paderborn                                                         | Baja Renania-Westfalia |      | Alemania                   | Tenía el 29º voto en la Dieta. |
|                 | Passau                        | Obispado                    | Hochstift Passau                                                              | Baviera |      | Austria · Alemania         | Tenía el 35º voto en la Dieta. |
|                 | Ratzeburgo                    | Obispado                    | Bistum Ratzeburg                                                              | Baja Sajonia |      | Alemania                   | Suprimido en 1648 devino secularizado, asumiendo el nombre de Principado de Ratzeburgo bajo el control directo de los duques de Mecklemburgo-Schwerin, manteniendo el 77.º voto en la Dieta como principado secular. |
|                 | Ratisbona                     | Obispado                    | Hochstift Regensburg                                                          | Baviera |      | Alemania                   | Tenía el 33º voto en la Dieta. |
|                 | Salzburgo                     | Arzobispado                 | Fürsterzbistum Salzburg                                                       | Baviera |      | Austria                    | Desde 1648 el arzobispo detentaba también el título de Primas Germaniae, primer arzobispo y primado de Alemania. El poder de este título -no jurisdiccional- era limitado a ser el primer corresponsal del pontífice para las poblaciones de lengua alemana (legado apostólico), pero incluía el privilegio de preceder en las procesiones a los otros príncipes del Sacro Imperio Romano. Detentaba el 5º voto en la Dieta. Elevado a electorado en 1803, fue simultáneamente secularizado con la Reichsdeputationshauptschluss; véase Electorado de Salzburgo. |
|                 | Schwerin                      | Obispado                    | Bistum Schwerin                                                               | Baja Sajonia |      | Alemania                   | Secularizado en 1555 devino principado de los duques de Mecklenburgo; tenía el 75.º voto en la Dieta como principado secular. |
|                 | Seckau                        | Obispado                    | Diözese Seckau                                                                | Ninguno |      | Austria · Eslovenia?       | Aunque los obispos tenían el título de Fürstbischof, no es charo si el territorio también era un Reichsfrei. Sin embargo, fue secularizado en 1764 y anexado a Austria. |
|                 | Sion                          | Obispado                    | Prince-Évêché de Sion Bistum Sitten                                           | Ninguno |      | Suiza                      | Un clásico ejemplo de autoridad secular y diocesana unificada; estaba privado de efectiva soberanía en el curso del siglo XVI. No tenía voto en la Dieta. |
|                 | Espira                        | Obispado                    | Hochstift Speyer                                                              | Alta Renania |      | Alemania                   | Con la Reforma protestante el príncipe transfirió la sede a Philippsburg; tenía el 19º voto en la Dieta. |
|                 | Estrasburgo                   | Obispado                    | Bistum Strossburi Évêché de Strasbourg Fürstbistum Straßburg                  | Alta Renania |      | Francia · Alemania         | Con el título de conde desde 1680 estaba sometido a la soberanía francesa, manteniendo el 21º voto en la Dieta; fue secularizado en 1803. |
|                 | Toul                          | Obispado                    | Principauté de Toul Bistum Toul                                               | Alta Renania |      | Francia                    | Uno de los Tres Obispados cedidos a Francia en 1552 en virtud del Tratado de Chambord. |
|                 | Trento                        | Obispado                    | Principato vescovile di Trento Fürstbistum Trient                             | Austria |      | Italia                     | Tenía el 37º voto en la Dieta. Secularizado por Napoleón en 1803 (hasta los reinados napoleónicos de Baviera e Italia). Al Condado del Tirol (Imperio de Austria) en 1815. |
|                 | Utrecht                       | Obispado                    | Sticht Utrecht                                                                | Baja Renania-Westfalia |      | Países Bajos               | Vendido a Carlos V de Habsburgo, después de lo cual fue incluido en el Círculo de Borgoña y sucesivamente anexado a la nueva República de los Países Bajos como diócesis protestante. |
|                 | Verden                        | Obispado                    | Hochstift Verden                                                              | Baja Renania-Westfalia |      | Alemania                   | Continuó con los administradores luteranos después de la Reforma hasta 1645/1648, manteniendo el 40.º voto en la Dieta. Devino principado secular anexado primero por Suecia y luego en 1719 vendido al Electorado de Hannover. |
|                 | Verdún                        | Obispado                    | Principauté de Verdun Bistum Verdun                                           | Alta Renania |      | Francia                    | Uno de los Tres Obispados cedidos a Francia en 1552 en virtud del Tratado de Chambord. |
|                 | Worms                         | Obispado                    | Bistum Worms                                                                  | Alta Renania |      | Alemania                   | El gobierno de la ciudad alemana de Worms fue establecido por el obispo Burcardo (1000–1025), pero la residencia episcopal fue trasladada en 1400 a Ladenburg. Más tarde estuvo a menudo en unión personal con los electores de Tréveris; tenía el 15º voto en la Dieta. Gran parte de los territorios del obispado en la orilla izquierda del Rin se perdieron a partir de 1797 sobre la base del Tratado de Campo Formio, secularizados luego de 1803 y cedidos al Electorado de Baden y al Langraviato de Hesse-Darmstadt.                                    |
|                 | Wurzburgo                     | Obispado                    | Hochstift Würzburg                                                            | Franconia |      | Alemania                   | Per decreto imperial de Federico I Barbarroja, el obispo ostentaba el título de duque de Franconia. Tuvo el 13º voto en la Dieta. |

Principados eclesiásticos del Imperio secularizados en el curso del siglo XVIII.
- Principado archiepiscopal de Besanzón (1792)
- Principado episcopal de Gurk (1764)
- Principado episcopal de Lavant (1782)
- Principado episcopal de Seckau (1786)
- Principado episcopal de Sion (1798)
- Principado episcopal de San Julio (Lago de Orta, Italia, 1786)